# As-Salih Salih
Al-Malik as-Salih Salah ad-Din Salih ibn Muhammad (arabisch الملك الصالح صلاح الدين صالح بن محمد, DMG al-Malik aṣ-Ṣāliḥ Ṣalāḥ ad-Dīn Ṣāliḥ b. Muḥammad; * um 1338; † nach 1354) war 1351 bis 1354 Sultan der Mamluken in Ägypten.
Nach der ersten Absetzung an-Nasir al-Hasans wurde im August 1351 mit Salih ein weiterer, noch nicht einmal vierzehnjähriger Sohn an-Nasir Muhammads I. zum Sultan erhoben. As-Salih Salah ad-Din Salih war vor allem unter den Syrern beliebt, da er mütterlicherseits der Enkel von Saif ad-Din Tankiz al-Husami (dem rebellischen Vizeregenten und „ungekrönten König“ von Damaskus zw. 1312 und 1340) war. Bald nach Salihs Thronbesteigung wurde der königliche Stallmeister und Günstling seines Vorgängers al-Hasan, Mughultay, in Alexandria interniert. Die drei Emire der neuen Junta, Taz an-Nasiri, Schaychun und Sarghitmisch, wollten ihre Macht jedoch auf eine breitere Basis stellen und ließen daher die beiden eingesperrten mächtigen Emire der vorigen Regierung, Mandschak und Baybugha, wieder frei. Baybugha wurde sogar zum Vizeregenten in Aleppo ernannt. Er enttäuschte dieses Vertrauen aber, indem er sich mit ostanatolischen Turkstämmen verbündete und von Aleppo südwärts nach Damaskus zog, dessen Vororte er plünderte. Eine von Kairo entsandte Armee zwang ihn jedoch zum Rückzug und nach dem Verrat seines türkischen Verbündeten wurde Baybugha gemeinsam mit diesem gefasst und 1354 hingerichtet.
Die Rebellion in Syrien wurde noch 1351 von den oberägyptischen Beduinenstämmen ausgenutzt, um ihrerseits gegen die Regierung in Kairo, deren Macht im Süden des Landes ohnehin eher formell denn de facto präsent war, zu revoltieren. Dem Mamlukenregime blieb letztlich nichts anderes übrig, als Oberägypten künftig gemeinsam mit den Beduinenstämmen zu verwalten. Die mangelnde Kontrolle über den Süden und dessen Getreidelieferungen sollten künftig ein großes Problem für die Regierung in Kairo bleiben.
In der Hauptstadt erlebte inzwischen der zum Islam konvertierte und noch am Ende von al-Hasans erstem Sultanat durch Bestechung ins Wesirsamt gelangte Kopte Alam ad-Din ibn Zunbur einen rasanten Aufstieg und Fall: Unter dem neuen Sultan as-Salih vereinte Ibn Zunbur die Wesirswürde mit den beiden mächtigen Ämtern des „Aufsehers über die Besitzungen des Sultans“ (nāẓir al-ḫaṣṣ) und des „Aufsehers über die Armeefinanzen“ (nāẓir al-ǧaiš), was eine nie dagewesene Konzentration von administrativer und fiskalischer Macht bedeutete. Allerdings machte Ibn Zunbur anscheinend keinen Unterschied zwischen dem Besitz des Staates und seinem eigenen. Er besaß 25 Zuckerrohr-Faktoreien, Schafsherden mit insgesamt 50.000–70.000 Tieren und etwa 700 Boote, die auf dem Nil Melasse, Olivenöl, Honig, Blei, Kupfer, Schwefel und viele andere Güter zu seinen Läden und Lagerhäusern transportierten. Einen Teil seiner auf diese Weise erworbenen Reichtümer versteckte er in einer Marmorsäule seines Palastes und weitere Schätze wurden von befreundeten Emiren als geheime „Zukunftsvorsorge“ verwahrt. Nun war aber der dem neuen „Emir-Triumvirat“ angehörende Sarghitmisch nicht nur selbst ein erfolgreicher Unternehmer, sondern auch für seinen Glaubensfanatismus bekannt. Als er 1352 – aus geschäftlichen oder religiösen Gründen – gegen den Wesir vorging, konnte Schaychun, ein Rivale Sarghitmischs, seinen Freund Ibn Zunbur nicht schützen. Alam ad-Din wurde abgesetzt, seine Reichtümer konfisziert und er sowie seine Familie gefoltert, um weiteren Verstecke seiner Schätze in Erfahrung zu bringen. Nicht nur eine Million Dinare aus dem Staatsbesitz wurden beschlagnahmt, sondern Sarghitmisch beschuldigte Ibn Zunbur auch, ein Scheinkonvertit zu sein. Er wurde nach Qus ins Exil geschickt, wo er 1353 starb. Die Kampagne gegen Ibn Zunbur löste im Jahr darauf anti-christliche Tumulte in der muslimischen Mehrheitsbevölkerung aus und unter dem Druck der Öffentlichkeit sahen sich Sultan as-Salih und seine Emire gezwungen, strenge, christendiskriminierende Gesetze zu erlassen und eine Zeit lang wurden nicht nur Christen, sondern auch Konvertiten aus allen Ämtern entlassen.
Anfang des Jahres 1354 wurde auch nach außen ersichtlich, dass das Triumvirat der Emire Taz an-Nasiri, Schaychun und Sarghitmisch nicht mehr miteinander kooperierte. Taz und Sarghitmisch entzweiten sich immer mehr, wobei Ersterer mit dem Versuch scheiterte, Schaychun auf seine Seite zu ziehen. Schließlich verbündeten sich Schaychun und seine 700 Mamluken mit Sarghitmisch. Während Taz im Herbst 1354 in Oberägypten weilte, inszenierte Sarghitmisch in Kairo einen Putsch und eroberte die Zitadelle von Taz’ Anhängern. Als Taz selbst wenig später in die Hauptstadt zurückkehrte, kam es zwar noch zu Straßenkämpfen, doch musste sich Taz letztlich mit dem Posten eines Gouverneurs von Aleppo als Kompensation für seinen Machtverlust zufriedengeben. Schaychun und Sarghitmisch demonstrierten ihren Sieg, indem sie Sultan as-Salih zurück zu seiner Mutter schickten und an-Nasir al-Hasan wieder aus dem Harem holten, um ihn erneut auf den Thron zu setzen (Oktober 1354).